# Helicarion nigra
Helicarion nigra är en snäckart som först beskrevs av Jean René Constant Quoy och Joseph Paul Gaimard 1832.  Helicarion nigra ingår i släktet Helicarion och familjen Helicarionidae. Inga underarter finns listade i Catalogue of Life.